# أنتوني كازيميرز أوستروفسكي
أنتوني كازيميرز أوستروفسكي (بالبولندية: Antoni Kazimierz Ostrowski)‏ هو كاهن كاثوليكي وقسيس بولندي، ولد في 1713 في Ostrów, Kozienice County ‏ في بولندا، وتوفي في 1784.